# Arthroleptella
Arthroleptella é um género de anura da família Petropedetidae.
Este género contém as seguintes espécies:
- Arthroleptella atermina Turner and Channing, 2017
- Arthroleptella bicolor Hewitt, 1926
- Arthroleptella draconella Turner and Channing, 2017
- Arthroleptella drewesii Channing, Hendricks and Dawood, 1994
- Arthroleptella kogelbergensis Turner and Channing, 2017
- Arthroleptella landdrosia Dawood and Channing, 2000
- Arthroleptella lightfooti (Boulenger, 1910)
- Arthroleptella rugosa Turner and Channing, 2008
- Arthroleptella subvoce Turner, de Villiers, Dawood and Channing, 2004
- Arthroleptella villiersi Hewitt, 1935